# David Barron
David Barron (Ipsden, Oxfordshire, 21 de febrero de 1954) es un productor de cine y televisión británico, conocido por su trabajo como productor en la mayoría de las películas de la franquicia de Harry Potter.
Barron ha trabajado en la industria del entretenimiento por más de veinticinco años, comenzando su carrera en anuncios antes de pasar a la producción de cine y televisión. Además de su trabajo como productor, ha ocupado una amplia gama de puestos de trabajo, incluyendo gerente de locación, subdirector, jefe de producción y supervisor de producción, trabajando en películas como La mujer del teniente francés, Los gritos del silencio, Revolución, Legend, The Princess Bride y Hamlet.

## Filmografía

### Cine
- 1981 - La mujer del teniente francés - Director de locación
- 1984 - Los gritos del silencio - Director asistente
- 1985 - Revolución - Director de producción
- 1986 - Legend - Jefe de unidad
- 1987 - The Princess Bride - Director de producción
- 1993 - The Muppet Chistmas Carol - Productor
- 1994 - Frankenstein - Productor asociado y Director de la Unidad de Producción
- 1996 - Hamlet - Productor
- 2000 - Love's Labour's Lost - Productor
- 2001 - I was an accident - Productor ejecutivo
- 2002 - Possession - Productor ejecutivo
- 2002 - Harry Potter y la cámara secreta - Productor ejecutivo
- 2005 - Sahara - Coproductor
- 2005 - Harry Potter y el cáliz de fuego - Productor ejecutivo
- 2007 - Harry Potter y la Orden del Fénix - Productor
- 2009 - Harry Potter y el misterio del príncipe - Productor
- 2010 - Harry Potter y las Reliquias de la Muerte: parte 1 - Productor
- 2011 - Harry Potter y las Reliquias de la Muerte: parte 2 - Productor

### Televisión
- 1991 - Las aventuras del joven Indiana Jones